# Jan Cięciel

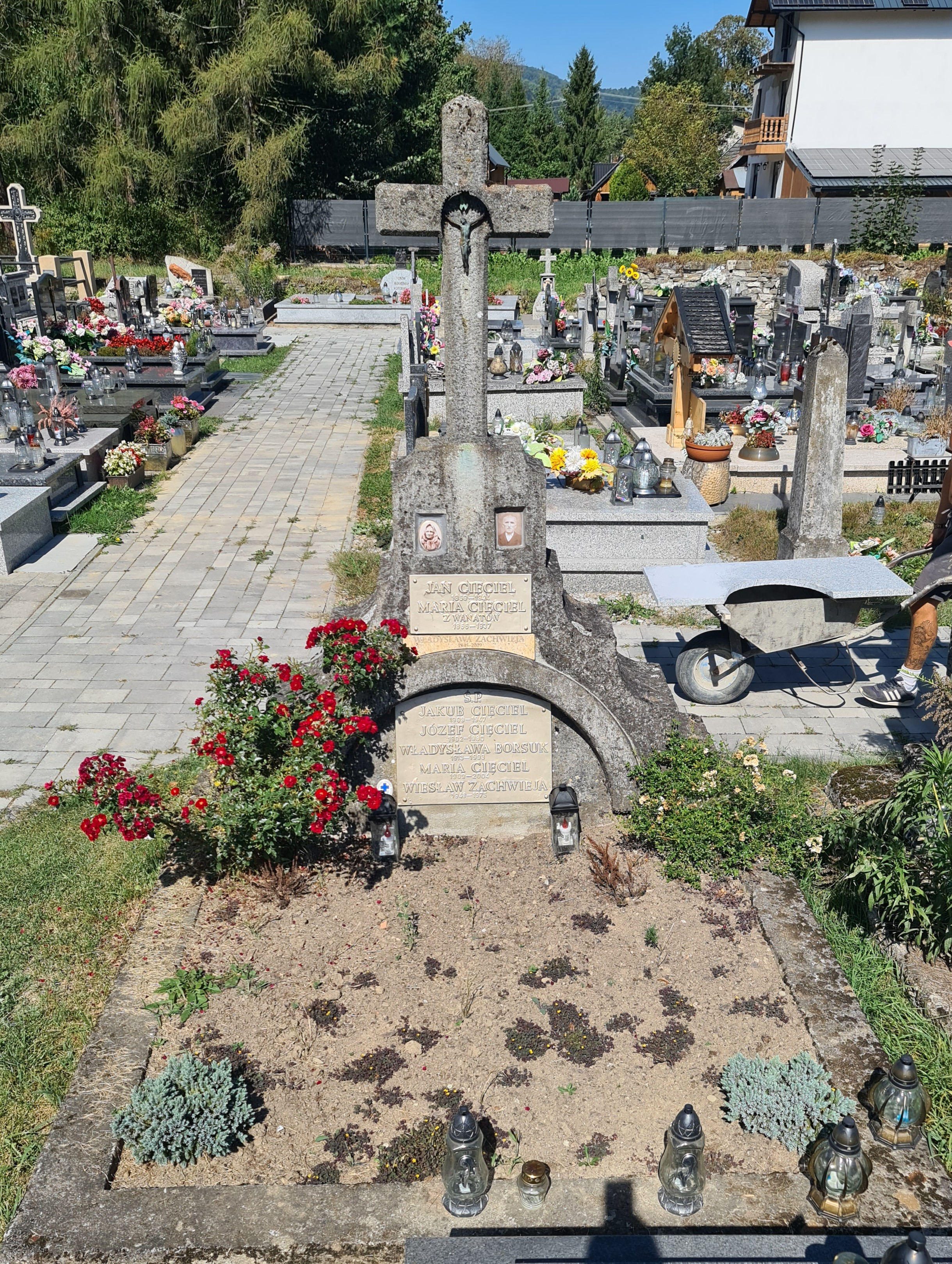
Grób rodzinny Jana Cięciela na cmentarzu komunalnym w Krościenku nad Dunajcem

Jan Cięciel (ur. 22 listopada 1859 w Krościenku nad Dunajcem, zm. w 1944) – polski rolnik, działacz społeczny, wójt Krościenka nad Dunajcem w 1939 roku.

## Życiorys
Jan Cięciel był rolnikiem i działaczem społecznym. Założył w Krościenku Kółko Rolnicze i przez 42 lata był jego prezesem, przez 50 lat piastował stanowisko radnego miejskiego, a przez 35 lat – stanowisko radnego powiatowego. Z dochodów Kółka Rolniczego zakupił budynek w rynku i założył w nim gospodę „Przełom”. W październiku 1939 roku został wybrany wójtem Krościenka, zrezygnował jednak ze stanowiska ze względu na podeszły wiek i nieznajomość języka niemieckiego. Zachował jednak stanowisko podwójciego.

## Życie prywatne
Był synem Wojciecha i Katarzyny z Klimczakówa. Ożenił się w Krościenku z Marią albo Marianną Kunegundą Wanat (1866–1937). Mieli czternaścioro dzieci, wśród których byli:
- Stanisław (1885–1940) – doktor praw, pułkownik audytor Wojska Polskiego, wiceprezydent, następnie w 1939 prezydent Najwyższego Sądu Wojskowego[3], ofiara zbrodni katyńskiej
- Jan (1887–1888)
- Julianna (1888–?)
- Jan Franciszek (1891–1915)
- Józef Marian (1893–1894)
- Karol Ludwik (1896–?)
- Franciszek (1897–1915)
- Józef Grzegorz (1899–1899)
- Władysław (1900–?)

Trzech jego synów zginęło w czasie I wojny światowej.
Został pochowany na cmentarzu komunalnym w Krościenku (III A 1).